# 晉淑抃
晉淑抃（？—？），山西平陽府洪洞縣人，軍籍，明朝政治人物。

## 生平
萬曆四十年（1612年）壬子科山西鄉試舉人，四十四年（1616年）丙辰科二甲第三十三名進士。授工部主事，轉兵部主事，督餉山海關，除吏部主事。天啟三年（1623年）丁母憂，服闋，起復原職。崇禎元年（1628年）二月調吏部考功司主事，五月調文選司主事，九月升稽勳司員外郎，十月調驗封司員外郎，十一月調文選司員外郎。

## 家族
曾祖晉朝臣，戶部員外郎；祖父晉應槐，寧夏巡撫；父晉承賜，光祿寺丞，封兵部主事。母韓氏（諸城縣知縣韓景暨之女），封太安人。弟晉淑說、晉淑房、晉淑儼、晉淑璟。

## 引用
1. ↑  《萬曆四十四年丙辰科進士序齒録》